# Historia del periodismo ruso
La historia del periodismo en Rusia se extiende desde el siglo XVIII y comprende la producción de periódicos, revistas y medios digitales. Las características distintivas de este relato incluyen los bajos índices de alfabetización, la rigurosa censura y el control ejercido por el gobierno, así como la preponderancia de la política y la propaganda política en los contenidos mediáticos. 

## SigloXIX
En el rígido Imperio ruso, la libertad de prensa era prohibida y el periodismo político estaba fuertemente desaconsejado. No obstante, se toleraban debates sobre temas económicos y sociales, especialmente en las provincias, ya que el gobierno central no disponía de suficientes recursos informativos propios. Hasta los años 1860, los rusos que buscaban aventuras se las ingeniaban para acceder clandestinamente a las noticias políticas a través de periódicos extranjeros que se contrabandeaban en el país. Escritores que intentaban describir la realidad rusa, como Alexander Radishchev (1749-1802), enfrentaban una censura implacable o castigos severos. Los comunicados de prensa oficiales se distribuían a través de diversos ministerios, tal es el caso del Russky Invalid, publicado por el Departamento de Guerra desde 1813 hasta 1917.
El primer periódico de propiedad privada fue el «Severnaia Pchela» (La Abeja del Norte), que contó con la aprobación gubernamental para su edición. Alexander Smirdin (1795-1857), un distinguido editor de obras literarias y textos escolares, así como de revistas literarias como «Biblioteka Dlya Chtenya» y «Syn otechestva», estuvo a cargo de su publicación. «La Abeja del Norte» circuló en San Petersburgo de 1825 a 1864, captando la atención de una creciente burguesía urbana con interés por la literatura. Escritores de la aristocracia como Alexander Pushkin criticaban su tendencia a pander a los gustos populares.
El primer periódico provincial que tuvo una prolongada existencia fue el «Kazanskie izvestiia» (Noticias de Kazán), gestionado por la facultad de la Universidad de Kazán. Emitido en Kazán entre 1811 y 1820, su lectorado consistía en comerciantes y otros habitantes alfabetizados de las ciudades en la región del Volga. También llegaba a un amplio espectro de educadores de escuelas primarias y secundarias, así como a funcionarios del extenso distrito educativo de Kazán, que abarcaba las regiones del Volga, los Urales y Siberia bajo la administración universitaria. Los editores sostenían un debate sobre si su audiencia debía limitarse a recibir información de manera pasiva, suministrada por los ministerios recién establecidos como el Ministerio de Educación, o si debía desempeñar un papel activo en la generación de conocimiento sobre las condiciones económicas, sociales y etnográficas de su región.
Andrey Krayevsky (1810-1889) se destacó como editor y periodista en Rusia, y es ampliamente recordado por su destacada labor como editor en jefe de «Otechestvennye Zapiski» (1839-1867), una revista literaria de gran influencia. En 1863, Krayevsky también fundó «Golos» (La Voz), un periódico de gran popularidad. Krayevsky fue coeditor de Russky Invalid (1843-1852), Sankt-Peterburgskie Vedomosti (1852-1862, con una tirada que llegó a 12.000 ejemplares).
La relajación de la censura constituyó una de las numerosas reformas implementadas por Alejandro II en la década de 1860. Con cautela, se concedió una libertad de prensa restringida; se autorizó la circulación de aproximadamente 60 periódicos. En 1863, Krayevsky fundó el muy popular periódico Golos, cuya circulación alcanzó la cifra máxima de 23.000 ejemplares. En 1866 se convirtió en uno de los creadores de la primera Agencia Telegráfica Rusa (RTA).
Aleksey Suvorin (1834-1912) se destacó como editor, publicista de libros y propietario de una cadena de librerías. Gozaba de un amplio respeto por la alta calidad de su labor editorial. Su trabajo era tolerado por el gobierno, en parte debido a sus posturas conservadoras y nacionalistas.
El «Boletín Ruso» abogaba por el liberalismo, celebraba las Grandes Reformas de Alejandro II y reclamaba el establecimiento del estado de derecho y la instauración de juicios por jurado. En 1900, la publicación solicitó una constitución y una asamblea legislativa, conocida como «Duma». Admiraba la comuna rural y la institución del zemstvo. Abogaba por una mayor igualdad y mantenía una postura crítica hacia el capitalismo, la industrialización y la figura del empresario.
Las 429 publicaciones satíricas de vida breve, que se mofaban del régimen zarista, gozaron de mayor popularidad que los periódicos serios. Estas se convirtieron en objetivo de la censura gubernamental, al igual que los periódicos clandestinos de tendencia izquierdista que eran publicados por los partidos revolucionarios.
A pesar de que el gobierno mantenía su política de censura, el número de periódicos diarios y semanales continuaba creciendo más allá de su control. La estrategia adoptada fue la de sesgar las noticias antes de su publicación. Esta tarea la llevó a cabo la Agencia Telegráfica de San Petersburgo, que, respaldando a los zares, también contribuyó a elevar la alfabetización política del público. Desde 1904 hasta 1917, difundió información objetiva suministrada por el gobierno, buscando forjar una opinión pública favorable hacia la acelerada industrialización del país, promovida por Sergei Witte, el ministro de Finanzas. Reconociendo el potencial propagandístico de la agencia de noticias, los bolcheviques tomaron control de la agencia de telégrafos en 1917.
La gran audiencia de los periódicos quedó de manifiesto durante la cobertura y recepción del 80.º cumpleaños de León Tolstoi en 1908. Ampliamente reportado y objeto de debate por la comercialización de un autor considerado un ícono espiritual, el jubileo se transformó en una oportunidad para que periodistas y lectores de todas las clases y capas sociales reflexionaran sobre el significado de Tolstoi y su literatura para Rusia.

### Revistas

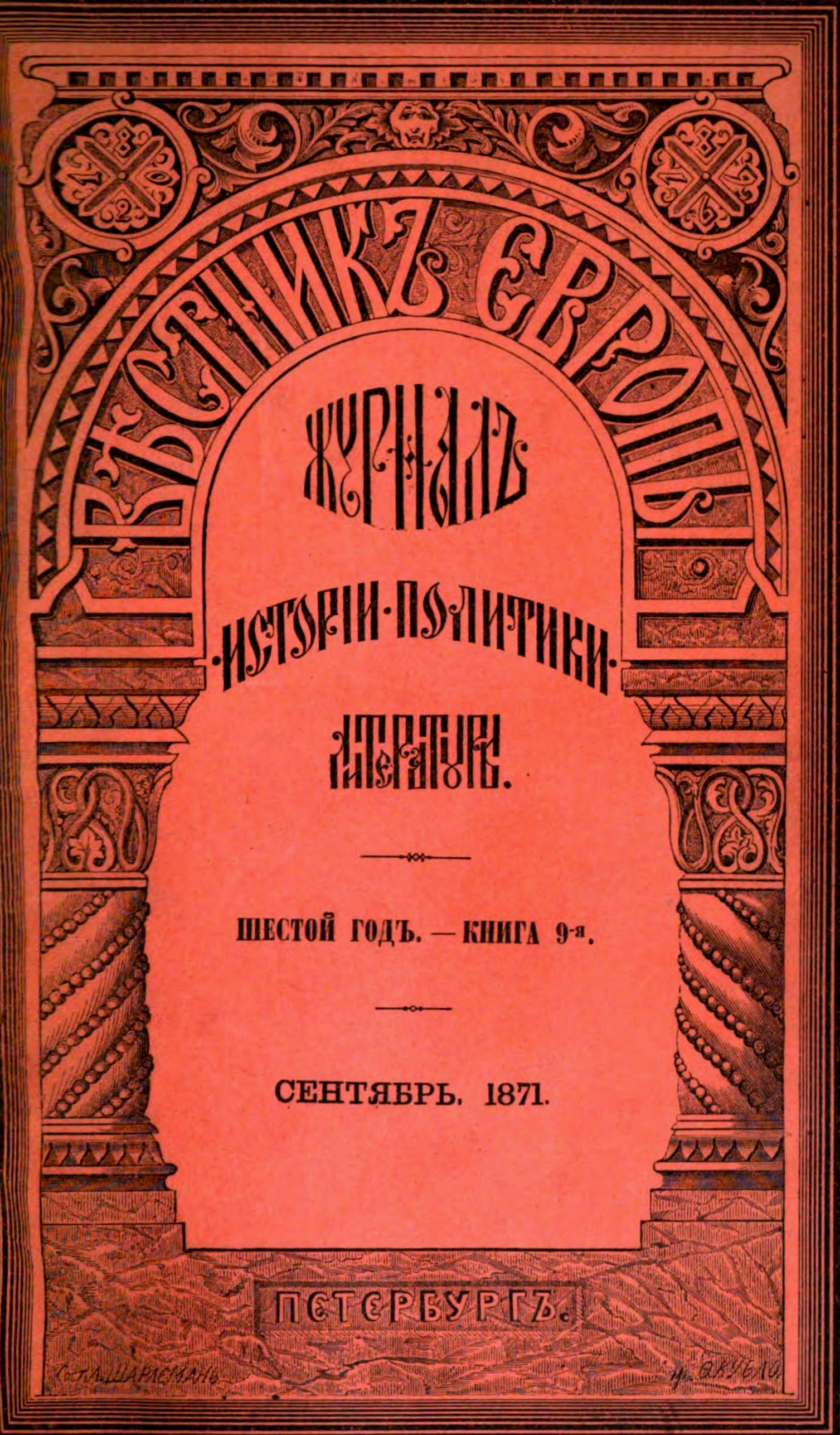
Portada de 1871 de Vestnik Evropy

Durante la década de 1790, los suscriptores de revistas se componían mayoritariamente de nobles, seguidos por miembros del clero y comerciantes. El analfabetismo entre otros grupos sociales superaba el 95%, lo cual explicaba la escasa cantidad de suscripciones en estos sectores.
En la década de 1860, el número de lectores potenciales había aumentado significativamente. La mayoría de las revistas ofrecían lecturas de carácter ligero, aunque algunas se dedicaban a la literatura. "Vestnik Evropy" (Вестник Европы en ruso, Mensajero de Europa) se destacó como la principal revista liberal en la Rusia de finales del siglo XIX, publicándose desde 1866 hasta 1918. Su editor, Mijaíl Matvéyevich Stasiulevich (1826-1911), se esforzó por presentar tanto el liberalismo como el socialismo a través del análisis de figuras como el socialista francés Pierre-Joseph Proudhon y el liberal inglés John Stuart Mill. Stasiulevich evitaba el radicalismo, buscando una postura intermedia en la que el liberalismo ruso no entrara en conflicto ni con la clase trabajadora ni con el socialismo, y al mismo tiempo se diferenciara del liberalismo burgués europeo.
El nacionalismo comenzó a ejercer un atractivo cada vez más fuerte. Mijaíl Katkov (1818-1887) puede que no fuera un teórico político de gran profundidad, pero sus habilidades periodísticas y su capacidad para argumentar lo convirtieron en una figura clave en el fomento de un sentido de identidad y propósito nacional. Tras la Guerra de Crimea (1856) y la insurrección polaca de 1863, Katkov dejó de lado sus previas inclinaciones liberales y pro-inglesas para rechazar las reformas iniciales de Alejandro II. En su lugar, abogó por un Estado ruso sólido, respaldado por un pueblo ruso unido bajo una visión nacional común. A diferencia de las ideas eslavófilas, sus conceptos se inspiraban en el pensamiento occidental. Su revista literaria «Russkii Vestnik» y el periódico «Moskovskiye Vedomosti» (Noticias de Moscú) sirvieron como plataformas influyentes para la difusión de sus ideas.
Después de 1895, la publicidad en los periódicos se transformó en una importante fuente de ingresos. Sectores como los bancos, los ferrocarriles y las industrias principales se mostraron activos en este ámbito, y surgieron nuevas agencias de publicidad. La más grande de todas fue Mettsel and Co., que en su punto más alto llegó a controlar más de la mitad del mercado publicitario en la prensa.

### Minorías
El periodismo se distanció tanto de los círculos aristocráticos tradicionales que se abrieron numerosas oportunidades para grupos muy variados, incluyendo a personas de origen obrero, mujeres y judíos.
El antisemitismo era una temática recurrente en la prensa rusa. «Novoe Vremia» [Nuevos Tiempos], un destacado periódico ruso, empezó a lanzar ataques contra los judíos a finales de la década de 1870. Su hostilidad se intensificó durante los turbulentos años revolucionarios de 1904 a 1906, periodo en el cual acusó a los judíos de buscar el dominio sobre Rusia.
Julius Martov (1873-1923), una figura prominente entre los mencheviques, fue el fundador y editor de las primeras revistas y periódicos judíos en Rusia, publicados en hebreo, yiddish y ruso. Entre sus publicaciones se encuentran «Ha-Melitz» (El Abogado), «Kol Mevasser» (El Presagio), «Yidisher Folksblat» (El Diario del Pueblo Judío) y «Vestnik russkikh evreev» (El Mensajero Ruso-Judío).

## Era soviética
Bajo el liderazgo de Lenin, los bolcheviques fundaron el periódico «Pravda» en enero de 1912. Antes de su supresión por el gobierno en 1914, se convirtió en «un medio de educación y propaganda excepcionalmente eficaz que permitió a los bolcheviques tomar el control del movimiento obrero en Petersburgo y establecer una amplia base de apoyo para su organización». Bajo el liderazgo de Lenin, los bolcheviques (comunistas) asumieron el control total de todos los medios de comunicación desde 1917 hasta 1991. «Izvestia» se convirtió en uno de los principales periódicos nacionales, actuando como la voz del gobierno, y especialmente Pravda (la voz del partido). Pravda adquirió el primer y mejor equipo de impresión para ilustraciones. Los principales periódicos desarrollaron un vocabulario retórico especializado diseñado para realzar la estructura totalitaria de la sociedad, con la verdad total emanando desde arriba y todo tipo de errores traviesos provenientes de burócratas torpes en los niveles inferiores, o de tortuosos traidores y espías que trabajan en nombre del capitalismo.
Durante la era soviética, la uniformidad de opinión era obligatoria, y las pocas excepciones solían señalar disputas internas de alto nivel. El debate en torno al proyecto de la constitución soviética de 1936 es un claro ejemplo. «Pravda» y «Trud» (el periódico de los trabajadores manuales) expresaron elogios hacia el proyecto, mientras que «Izvestia», bajo el control de Nikolai Bujarin, publicó cartas e informes críticos. Bujarin logró imponer su perspectiva, y la línea oficial del partido cambió para empezar a denunciar a los «trotskistas» como opositores y traidores. Sin embargo, el triunfo de Bujarin fue efímero; fue arrestado en 1937, sometido a un juicio espectáculo y posteriormente ejecutado.
El liderazgo comunista se cimentó fuertemente en la propaganda impresa. Al tomar control de una nación en la que el 90% de la población era analfabeta, priorizaron la educación y la alfabetización para maximizar el impacto del periodismo y la propaganda a través de periódicos, revistas, y también mediante carteles dirigidos a la población mayor analfabeta. La radio tampoco fue descuidada: representaba una tecnología emergente crucial utilizada para la difusión de discursos políticos. Las autoridades soviéticas reconocieron que la afición por la radio promovía un espíritu demasiado individualista y alentaba la iniciativa privada, lo cual era incompatible con el régimen totalitario. Aunque se establecieron sanciones penales, la solución más efectiva fue evitar las transmisiones aéreas. En su lugar, los programas de radio se distribuían a través de cables de cobre, empleando un sistema de concentradores y radios que enviaban las emisiones a altavoces situados en lugares de escucha autorizados, como el rincón "rojo" de una fábrica.
El estilo soviético dictaba que los ciudadanos debían escuchar a los líderes del partido, ya fuera a través de discursos en persona, charlas por radio o discursos publicados. Los periodistas tenían un rol mínimo en resumir o interpretar los textos; no había lugar para comentarios, contexto o discusión. La cuestionamiento o desafío al liderazgo era inexistente. Las conferencias de prensa eran prácticamente desconocidas y la difusión de noticias, muy limitada.
A los corresponsales extranjeros se les prohibió estrictamente cualquier acceso más allá de los portavoces oficiales. Esto llevó a que los medios occidentales ofrecieran una descripción optimista de la vida soviética, hasta que Khrushchev reveló los horrores del régimen de Stalin en la década de 1950. El caso más notorio fue el de Walter Duranty, corresponsal del New York Times.

## Desde 1991
Con el colapso del comunismo en 1991, los medios de comunicación quedaron liberados del control comunista. Los editores y periodistas enfrentaron el desafío inmediato de buscar e informar noticias precisas, asegurar suscripciones e ingresos por publicidad, y ganarse la confianza de los lectores. Desde el año 2000, con Vladímir Putin en el poder, los periodistas que cuestionan el punto de vista oficial han enfrentado severas represalias. Su control ha sido tanto indirecto como directo. En 2012, el gobierno nacional era propietario de las seis cadenas de televisión nacionales, dos cadenas de radio, dos de los 14 periódicos nacionales y tres de los cinco de los 45.000 periódicos y publicaciones periódicas locales.
Robert W. Orttung y Christopher Walker informan:
Reporteros sin Fronteras, por ejemplo, ubicó a Rusia en el puesto 148 en su lista de 2013 de 179 países en términos de libertad de prensa. En particular, criticó a Rusia por la represión de la oposición política y el fracaso de las autoridades a la hora de perseguir y llevar ante la justicia a los criminales que han asesinado a periodistas. Freedom House clasifica a los medios rusos como “no libres”, lo que indica que no existen salvaguardias y garantías básicas para los periodistas y las empresas de medios.
En 2015, según Freedom House:
El tono nacionalista de los medios de comunicación rusos dominantes continuó ahogando el periodismo independiente y crítico en 2015, enfatizando temas patrióticos asociados con las incursiones militares rusas en Ucrania en 2014 y el lanzamiento de ataques aéreos en Siria.... Los medios de comunicación progubernamentales también intentaron movilizar el apoyo público y reprimir cualquier disidencia ante una crisis económica vinculada a la caída de los precios del petróleo y las sanciones relacionadas con Ucrania. Los elementos disuasorios para la información y los comentarios independientes incluían leyes draconianas e intimidación extralegal.
La mayoría de los analistas enfocan su atención en Putin, quien ha ocupado el cargo de primer ministro o presidente de manera ininterrumpida desde 1999. Según Maria Lipman, «La represión que se intensificó con el retorno de Putin al Kremlin en 2012 afectó también a los medios liberales, que hasta ese momento habían gozado de cierta independencia operativa». Marian K. Leighton dice: «Habiendo amordazado a los medios impresos y audiovisuales de Rusia, Putin centró sus energías en Internet».

## Otras lecturas
- Ambler, Effie. Periodismo y política rusos, 1861-1881: la carrera de Aleksei S. Suvorin (1972).
- Choldin, MT Una valla alrededor del imperio: la censura rusa de las ideas occidentales bajo los zares (1985)
- McReynolds, Luisa. Noticias bajo el antiguo régimen de Rusia: el desarrollo de una prensa de circulación masiva (1991)
- McReynolds, Luisa. "Reporteros de los periódicos de la Rusia imperial: perfil de una sociedad en transición, 1865-1914". Revista eslava y de Europa del Este 68.2 (1990): 277–293. en JSTOR
- Pogorelskin, Alexis E. "Poriadok y la guerra entre los periódicos rusos en 1881". Estudios eslavos canadiense-estadounidenses 17.2 (1983): 257–276.
- Rebecchini, Damiano y Raffaella Vassena, eds. Leer Rusia: una historia de la lectura en la Rusia moderna. vol. 2 (2020) en línea
- Ruus, Charles A. Palabras de lucha: la censura imperial y la prensa rusa, 1804-1906 (1982).
- Schleifman, Nurit. "Un diario ruso y sus nuevos lectores:" Severnaia Pchela ", 1825-1840". Cahiers du monde russe et sovietique (1987): 127-144. Detalles en línea sobre uno de los primeros periódicos importantes.

### Era soviética 1917-1991
- Brooks, J. Cuando Rusia aprendió a leer: alfabetización y literatura popular, 1861-1917 (Princeton UP, 1985)
- Gorham, MS Hablar en lenguas soviéticas: cultura lingüística y política de la voz en la Rusia revolucionaria (2003)
- Kenez, P. El nacimiento del Estado de propaganda: métodos soviéticos de movilización masiva, 1917-1929 (Cambridge UP, 1985).
- Lovell, Stephen. Rusia en la era de los micrófonos: una historia de la radio soviética, 1919-1970 (Oxford UP, 2015).
  - Lovell, Stephen. "Cómo aprendió Rusia a escuchar: la radio y la creación de la cultura soviética" Kritika: Exploraciones en la historia rusa y euroasiática 2#3 (2011), 591–615. en línea
  - Lovell, Stephen. "Radiodifusión bolchevique: la voz radiofónica de la cultura soviética, décadas de 1920 a 1950". Revista de Historia Contemporánea 48#1 (2013): 78–97.
- Remington, Thomas. "Los medios de comunicación y la comunicación pública en la URSS". Revista de Política 43#3 (1981): 803–817.
- Rogers, Rosemarie. "Educación y participación política en la lectura de periódicos de la URSS". Periodismo y comunicación de masas trimestral 47,4 (1970) págs: 735+. Las entrevistas muestran que la élite comunista leía Pravda e Izvestia muy de cerca todos los días.
- Rogers, Rosemarie. "Los medios de comunicación soviéticos en los años sesenta: patrones de acceso y consumo". Revista de radiodifusión y medios electrónicos 15#2 (1971): 127–146.
- Siebert, F., T. Peterson y W. Schramm, eds. Cuatro teorías de la prensa: los conceptos autoritario, libertario, de responsabilidad social y comunista soviético sobre lo que debe ser y hacer la prensa (Prensa de la Universidad de Illinois, 1984)
- Stevenson, Robert L. Los medios soviéticos en la era de la Glasnost (1987). en la década de 1980
- Wolfe, Thomas C. Gobernando el periodismo socialista: la prensa y la persona socialista después de Stalin (2005).

### Desde 1991
- Benn, David Wedgwood. "Los medios de comunicación rusos en las condiciones postsoviéticas". Estudios Europa‐Asia 48.3 (1996): 471–479.
- Burrett, Tina. Televisión y poder presidencial en la Rusia de Putin (Routledge, 2010).
- Rosenkrans, Jengibre. "Desde el fin de la prensa estatal: evolución de los periódicos rusos desde la Perestroika hasta 1998". Revista de información gubernamental 28.5 (2001): 549–560.
- Simons, Greg y Dmitry Strovsky. "La censura en el periodismo ruso contemporáneo en la era de la guerra contra el terrorismo: una perspectiva histórica". Revista europea de comunicación 21.2 (2006): 189–211.

- Datos: Q28155284